# F-Zero (spelserie)
F-Zero (エフゼロ Efu Zero?) är en serie av futuristiska racingspel skapad av Nintendo och där senare spel i serien ibland har utvecklats av andra företag. Som spelare tar man rollen som en förare för en svävare och tävlar mot de andra svävarförarna på racingbanor. Det första spelet i serien, F-Zero, släpptes som ett lanseringsspel till Super NES 1990.
Spelserien är känd för sin höghastighets-racing.
Det senaste spelet i serien var till Nintendo Switch och släpptes 2023.